# Yannis Salibur
Yannis Salibur-Ilongo, né le 24 janvier 1991 à Saint-Denis (Seine-Saint-Denis), est un footballeur français évoluant au poste d'ailier.

## Biographie

### Formation et débuts lillois
Yannis Salibur entame sa formation footballistique au Red Star en 1999 et y demeure sept ans. Il passe ensuite par le centre de préformation de l'INF Clairefontaine entre 2004 et 2007, l'un des plus réputés du pays, puis rejoint le LOSC Lille où il clôt sa formation. Salibur est alors considéré par les éducateurs lillois comme un grand espoir du football et de talent égal à Eden Hazard. Convoqué pour la première fois en équipe de France des moins de 17 ans en 2007, il est retenu pour participer à l'Euro 2008, aux côtés notamment d'Alexandre Lacazette et Gaël Kakuta. La France parvient à atteindre la finale mais s'incline 0-4 contre l'Espagne, match que Salibur ne dispute pas.
Salibur signe son premier contrat professionnel en juin 2008, âgé de dix-sept ans. Toutefois, le nouvel entraîneur Rudi Garcia ne compte pas sur lui et il rejoint la réserve lilloise. Salibur commence sa carrière senior en étant titularisé par Pascal Plancque le 28 septembre 2008 contre la réserve du FC Sochaux en CFA, la quatrième division française. Il inscrit son premier but le 1er février 2009 lors de la réception du FC Vesoul comptant pour la 18e journée de championnat et permet aux Lillois d'arracher un 2-2 en fin de match. Salibur termine la saison 2008-2009 en totalisant 17 matches pour un but avec la réserve.
Salibur fait sa première apparition avec les professionnels lors d'un match de Coupe de France face à Dunkerque le 23 janvier 2009, la veille de ses dix-huit ans.
Il est sélectionné de 2009 à 2010 par Francis Smerecki en équipe de France des moins de 19 ans.
Salibur peine à se faire une place dans le groupe lillois et évolue principalement avec la réserve, jouant 41 matches pour 4 buts entre 2008 et 2011.

### Carrière professionnelle en France (2011-2019)
Laissé libre par le Lille OSC, Salibur signe en janvier 2011 un contrat de deux ans avec l'US Boulogne-sur-Mer (Ligue 2) où il retrouve Pascal Plancque, son entraîneur dans l'équipe réserve du club.
En août 2012, il s'engage pour trois saisons avec le Clermont Foot 63.
Fin décembre 2014, il signe un contrat de trois ans et demi à l'EA Guingamp,.
Après des débuts compliqués, il s'installe comme membre essentiel dans le 11 de l'équipe guingampaise lors de la saison 2015-2016.
Le 31 août 2018, il s'engage en prêt d'un an sans option d'achat avec l'AS Saint-Étienne.

### Passage au RCD Majorque (2019-2020)
Le 22 août 2019, Salibur signe au RCD Majorque un contrat de trois saisons pour un montant deux millions d'euros.
Salibur découvre la Liga le 1er septembre en remplaçant Dani Rodríguez lors d'une défaite 0-2 contre le Valence CF. Peu utilisé par Vicente Moreno, il est cantonné à un rôle de remplaçant, voire n'est pas convoqué. À la fin de la phase aller, Salibur n'a disputé que deux rencontres. Le championnat est interrompu entre mars et juin 2020 en raison de la pandémie de Covid-19 qui touche l'Espagne. La reprise de la Liga en juin ne voit pas Salibur être titulaire, l'ailier n'entrant en jeu qu'à deux reprises. Il termine la saison avec quatre matches alors que Majorque, promu en début d'exercice, est relégué.

### Fatih Karagümrük (2020-2022)
Salibur résilie son contrat avec Majorque et s'engage librement avec le Fatih Karagümrük SK, club turc, le 26 septembre 2020, promu en Süper Lig et leader du championnat au moment de sa signature.
Salibur fait ses débuts le 3 octobre, titularisé lors de la quatrième journée de championnat contre le Fenerbahçe SK.
Le 31 décembre 2023, sans club depuis 2022, il annonce la fin de sa carrière professionnelle à l'âge de 32 ans.

## Statistiques
| Saison                | Club                    | Championnat           | Championnat | Championnat | Coupe nationale | Coupe nationale | Coupe de la Ligue | Coupe de la Ligue | Total | Total |
| Saison                | Club                    | Division              | M.          | B.          | M.              | B.              | M.                | B.                | M.    | B.    |
| 2008-2009             | Lille OSC rés.          | CFA                   | 17          | 1           | -               | -               | -                 | -                 | 17    | 1     |
| 2009-2010             | Lille OSC rés.          | CFA                   | 18          | 3           | -               | -               | -                 | -                 | 18    | 3     |
| 2010-2011             | Lille OSC rés.          | CFA                   | 6           | 0           | -               | -               | -                 | -                 | 6     | 0     |
| Sous-total            | Sous-total              | Sous-total            | 41          | 4           | -               | -               | -                 | -                 | 41    | 4     |
| 2008-2009             | Lille OSC               | Ligue 1               | -           | -           | 1               | 0               | -                 | -                 | 1     | 0     |
| 2009-2010             | Lille OSC               | Ligue 1               | -           | -           | 1               | 0               | -                 | -                 | 1     | 0     |
| Sous-total            | Sous-total              | Sous-total            | -           | -           | 2               | 0               | -                 | -                 | 2     | 0     |
| 2010-2011             | US Boulogne             | Ligue 2               | 9           | 0           | 1               | 0               | -                 | -                 | 10    | 0     |
| 2011-2012             | US Boulogne             | Ligue 2               | 27          | 2           | 3               | 0               | 1                 | 0                 | 31    | 2     |
| Sous-total            | Sous-total              | Sous-total            | 36          | 2           | 4               | 0               | 1                 | 0                 | 41    | 2     |
| 2012-2013             | Clermont Foot           | Ligue 2               | 30          | 3           | -               | -               | 2                 | 0                 | 32    | 3     |
| 2013-2014             | Clermont Foot           | Ligue 2               | 33          | 7           | -               | -               | 2                 | 0                 | 35    | 7     |
| 2014-2015             | Clermont Foot           | Ligue 2               | 7           | 0           | -               | -               | -                 | -                 | 7     | 0     |
| Sous-total            | Sous-total              | Sous-total            | 70          | 10          | -               | -               | 4                 | 0                 | 74    | 10    |
| 2015                  | EA Guingamp             | Ligue 1               | 5           | 0           | 2               | 0               | 1                 | 0                 | 8     | 0     |
| 2015-2016             | EA Guingamp             | Ligue 1               | 30          | 7           | 1               | 1               | 3                 | 2                 | 34    | 10    |
| 2016-2017             | EA Guingamp             | Ligue 1               | 35          | 8           | 2               | 0               | -                 | -                 | 37    | 8     |
| 2017-2018             | EA Guingamp             | Ligue 1               | 22          | 3           | 2               | 0               | 0                 | 0                 | 24    | 3     |
| 2018-2019             | EA Guingamp             | Ligue 1               | 1           | 0           | 0               | 0               | 0                 | 0                 | 1     | 0     |
| Sous-total            | Sous-total              | Sous-total            | 93          | 18          | 7               | 1               | 4                 | 2                 | 104   | 21    |
| 2018-2019             | AS Saint-Étienne (prêt) | Ligue 1               | 21          | 1           | 1               | 0               | 1                 | 0                 | 23    | 1     |
| 2019-2020             | RCD Majorque            | Liga                  | 4           | 0           | -               | -               | -                 | -                 | 4     | 0     |
| 2020-2021             | Fatih Karagümrük        | Süper Lig             | 22          | 0           | -               | -               | -                 | -                 | 22    | 0     |
| 2021-2022             | Fatih Karagümrük        | Süper Lig             | 12          | 0           | 2               | 0               | -                 | -                 | 14    | 0     |
| Sous-total            | Sous-total              | Sous-total            | 34          | 0           | 2               | 0               | -                 | -                 | 36    | 0     |
| Total sur la carrière | Total sur la carrière   | Total sur la carrière | 299         | 35          | 16              | 1               | 10                | 2                 | 325   | 38    |

## Palmarès
Avec l'équipe de France des moins de 17 ans, Salibur est finaliste du Championnat d'Europe en 2008.